# Skellerup
|  | Skellerup er også lokaliteter i Linå Sogn, Silkeborg Kommune og i Knebel Sogn, Syddjurs Kommune |
Skellerup er en landsby på Fyn med 363 indbyggere  (2024). Skellerup er beliggende ved Fynske Motorvej fire kilometer syd for Ullerslev, 11 kilometer vest for Nyborg og 22 kilometer øst for Odense. Byen tilhører Nyborg Kommune og er beliggende i Skellerup Sogn. Skellerup Kirke ligger i byen.
I 2016/17 fandt man en unik romersk møntskat på en mark ved byen kaldet Skellerupskatten.